# Recomposed by Max Richter: Vivaldi – The Four Seasons
Recomposed by Max Richter: Vivaldi – The Four Seasons ist Max Richters Bearbeitung von Antonio Vivaldis Die vier Jahreszeiten. Eingespielt wurde das Werk von Daniel Hope und Mitgliedern des Konzerthausorchesters Berlin, dirigiert von André de Ridder.

## Entstehungsgeschichte
Christian Kellersmann, Managing Director der Universal Classic and Jazz, begründete 2005 bei der Deutschen Grammophon die Reihe Recomposed, deren Grundidee einfach war: Ein Künstler bearbeitet, remixt, „recomposed“ für sein Album Material aus dem Klassik-Archiv des Unternehmens. Nach den ersten Veröffentlichungen, die Kellersmann als Produzent noch selbst anschieben musste, kamen Künstler unaufgefordert mit neuen Vorschlägen. Max Richter wollte Vivaldis Vier Jahreszeiten bearbeiten und für entsprechende Remixe auf die Einspielung von Trevor Pinnock mit The English Concert zurückgreifen. „Doch kurze Zeit später änderte er seine Planung: er wolle nicht remixen, sondern das Konzert umschreiben und neu einspielen.“
Max Richter sagte, Die vier Jahreszeiten seien eines der ersten klassischen Musikstücke gewesen, die er gehört habe. Das Werk hätte jedoch durch häufige Verwendung in der Populärkultur seinen „Zauber verloren“. Deshalb habe er sich schließlich entschlossen, „eine total neue Version“ zu schreiben.

## Titelliste
| Nr.          | Titel        | Länge |
| ------------ | ------------ | ----- |
| 1.           | Spring 0     | 0:42  |
| 2.           | Spring 1     | 2:31  |
| 3.           | Spring 2     | 3:19  |
| 4.           | Spring 3     | 3:09  |
| 5.           | Summer 1     | 4:11  |
| 6.           | Summer 2     | 3:59  |
| 7.           | Summer 3     | 5:01  |
| 8.           | Autumn 1     | 5:42  |
| 9.           | Autumn 2     | 3:08  |
| 10.          | Autumn 3     | 1:45  |
| 11.          | Winter 1     | 3:01  |
| 12.          | Winter 2     | 2:51  |
| 13.          | Winter 3     | 4:39  |
| 14.          | Shadow 1     | 3:53  |
| 15.          | Shadow 2     | 2:30  |
| 16.          | Shadow 3     | 3:33  |
| 17.          | Shadow 4     | 2:33  |
| 18.          | Shadow 5     | 3:01  |
| Gesamtlänge: | Gesamtlänge: | 43:58 |

## Rezeption
Hellmuth Vensky lobte das Album in der Zeit: Max Richter habe „am Material entlang [ge]arbeitet“: Zwar bliebe zum Teil „kaum ein Ton auf dem anderen“, doch „Vivaldis Vögel zwitschern noch, die Hitze flirrt, der Donner grollt. Der Vivaldi fürs 21. Jahrhundert“ sei „ein idealer Begleiter durch das Jahr.“
Der Musikexpress vergab 4 von 5 Sternen. Albert Koch schrieb: „Richter nimmt die Original-Partitur als losen Rahmen für seine Kompositionstechnik. Teilweise weicht er dramatisch davon ab, teilweise sind es nur leichte Veränderungen und Verschiebungen. Es gibt hier keine elektronischen Verfremdungen. Repetitive Patterns, die an elektronische Musik erinnern, stehen in der Partitur und wurden vom Orchester gespielt.“ „Key Tracks“ seien Spring 1 und Summer 1.
Jed Distler äußerte sich für Gramophone kritisch: Das Werk sei eine zwar „wohlklingende“, letztlich jedoch „gesichtslose Dekonstruktion“, zum Teil „dünn“ und „geistlos“.